# Plumozetes plumifer
Plumozetes plumifer är en kvalsterart som först beskrevs av Balogh och Sandór Mahunka 1968.  Plumozetes plumifer ingår i släktet Plumozetes och familjen Microzetidae. Inga underarter finns listade i Catalogue of Life.